# تپه دک دهمرده
تپه دک دهمرده مربوط به دوره اشکانیان - دوره ساسانیان است و در شهرستان زهک، بخش جزینک، دهستان جزینک، ۲۰۰م جنوب روستای دک دهمرده واقع شده و این اثر در تاریخ ۱۲ دی ۱۳۸۶ با شمارهٔ ثبت ۲۰۳۵۲ به‌عنوان یکی از آثار ملی ایران به ثبت رسیده است.